# Woskriesiensk
Woskriesiensk (ros. Воскресенск) – miasto w Rosji, w obwodzie moskiewskim położone 88 km na południowy wschód od Moskwy nad rzeką Moskwą, centrum administracyjne rejonu woskriesieńskiego.
Znajduje tu się węzłowa stacja kolejowa Woskriesiensk.

## Historia
W 1577 istniała tu wieś Woskriesienskoje (Воскресенское), w 1862 powstała osada, a od 1938 miasto. W 2006 zapadła decyzja o budowie tu dużej fabryki materiałów budowlanych należącej do firmy KREISEL z Poznania.

## Sport
- Chimik Woskriesiensk - klub hokeja na lodzie